# Sollevamento pesi ai Giochi della XIV Olimpiade - Pesi medi
La competizione della categoria pesi medi (fino a 75 kg) di sollevamento pesi ai Giochi della XIV Olimpiade si è svolta il giorno 10 agosto 1948  al Earls Court Exhibition Centre a Londra.

## Regolamento
La classifica era ottenuta con la somma delle migliori alzate delle seguenti 3 prove:
- Distensione lenta
- Strappo
- Slancio

Su ogni prova ogni concorrente aveva diritto a tre alzate.

## Risultati
| Pos.    | Atleta                 | Nazione           | Peso Atleta | Totale | Distensione lenta | Distensione lenta | Distensione lenta | Strappo | Strappo | Strappo | Slancio | Slancio | Slancio |
| Pos.    | Atleta                 | Nazione           | Peso Atleta | Totale | 1                 | 2                 | 3                 | 1       | 2       | 3       | 1       | 2       | 3       |
| ------- | ---------------------- | ----------------- | ----------- | ------ | ----------------- | ----------------- | ----------------- | ------- | ------- | ------- | ------- | ------- | ------- |
| Oro     | Frank Spellman         | Stati Uniti       | 73,08       | 390,0  | 110,0             | 115,0             | 117,5             | 112,5   | 117,5   | 120,0   | 142,5   | 150,0   | 152,5   |
| Argento | Peter George           | Stati Uniti       | 73,25       | 382,5  | 100,0             | 105,0             | 105,0             | 112,5   | 117,5   | 122,5   | 150,0   | 155,0   | 165,0   |
| Bronzo  | Kim Seong-jip          | Corea del Sud     | 72,92       | 380,0  | 115,0             | 120,0             | 122,5             | 105,0   | 110,0   | 112,5   | 140,0   | 145,0   | 147,5   |
| 4       | Khadr El-Touni         | Egitto            | 74,90       | 380,0  | 115,0             | 120,0             | 122,5             | 112,5   | 117,5   | 120,0   | 140,0   | 142,5   | 147,5   |
| 5       | Gerald Gratton         | Canada            | 74,95       | 360,0  | 107,5             | 112,5             | 115,0             | 107,5   | 107,5   | 110,0   | 132,5   | 137,5   | 140,0   |
| 6       | Pierre Bouladou        | Francia           | 74,27       | 355,0  | 95,0              | 100,0             | 102,5             | 105,0   | 110,0   | 115,0   | 135,0   | 140,0   | 142,5   |
| 7       | Orlando Garrido        | Cuba              | 75,00       | 355,0  | 107,5             | 112,5             | 115,0             | 100,0   | 100,0   | 107,5   | 125,0   | 135,0   | 135,0   |
| 8       | Bill Watson            | Gran Bretagna     | 74,13       | 350,0  | 95,0              | 100,0             | 100,0             | 105,0   | 110,0   | 112,5   | 135,0   | 140,0   | 140,0   |
| 9       | Georges Firmin         | Francia           | 75,00       | 347,5  | 92,5              | 97,5              | 100,0             | 102,5   | 102,5   | 107,5   | 135,0   | 135,0   | 140,0   |
| 10      | Joseph Sklar           | Canada            | 73,90       | 345,0  | 100,0             | 105,0             | 107,5             | 100,0   | 105,0   | 107,5   | 132,5   | 140,0   | 140,0   |
| 11      | Lennart Nelson         | Svezia            | 74,88       | 335,0  | 95,0              | 100,0             | 100,0             | 105,0   | 110,0   | 112,5   | 125,0   | 125,0   | 135,0   |
| 12      | Jan Smeekens           | Paesi Bassi       | 74,95       | 330,0  | 95,0              | 100,0             | 100,0             | 102,5   | 107,5   | 107,5   | 125,0   | 132,5   | 132,5   |
| 13      | Nasr Sayed Mir Ghavami | Iran              | 74,31       | 327,5  | 102,5             | 102,5             | 102,5             | 90,0    | 95,0    | 100,0   | 120,0   | 125,0   | 130,0   |
| 14      | Issy Bloomberg         | Sudafrica         | 74,80       | 327,5  | 100,0             | 105,0             | 107,5             | 97,5    | 102,5   | 102,5   | 120,0   | 125,0   | 130,0   |
| 15      | Ernie Peppiatt         | Gran Bretagna     | 74,85       | 327,5  | 100,0             | 105,0             | 105,0             | 97,5    | 102,5   | 105,0   | 125,0   | 130,0   | 130,0   |
| 16      | Klement Schuh          | Austria           | 73,20       | 320,0  | 95,0              | 100,0             | 100,0             | 95,0    | 100,0   | 100,0   | 125,0   | 125,0   | 130,0   |
| 17      | Armando Rueda          | Messico           | 73,84       | 315,0  | 95,0              | 100,0             | 102,5             | 90,0    | 95,0    | 100,0   | 120,0   | 125,0   | 125,0   |
| 18      | Julio Bonnet           | Argentina         | 72,00       | 312,5  | 85,0              | 90,0              | 92,5              | 95,0    | 100,0   | 105,0   | 115,0   | 122,5   | 122,5   |
| 19      | Fritz Mast             | Svizzera          | 74,65       | 310,0  | 90,0              | 90,0              | 95,0              | 95,0    | 100,0   | 105,0   | 120,0   | 120,0   | 125,0   |
| 20      | Juan Rosso             | Argentina         | 74,80       | 310,0  | 85,0              | 90,0              | 92,5              | 90,0    | 95,0    | 100,0   | 115,0   | 120,0   | 125,0   |
| 21      | Orlando Chaves         | Guyana britannica | 70,25       | 307,5  | 82,5              | 82,5              | 87,5              | 92,5    | 97,5    | 100,0   | 120,0   | 125,0   | 127,5   |
| 22      | Muhammad Iqbal Butt    | Pakistan          | 74,83       | 305,0  | 82,5              | 87,5              | 92,5              | 85,0    | 85,0    | 90,0    | 117,5   | 122,5   | 127,5   |
| 23      | Roger Rubini           | Svizzera          | 68,60       | 292,5  | 75,0              | 80,0              | 82,5              | 85,0    | 90,0    | 95,0    | 115,0   | 120,0   | 127,5   |
| -       | Jørgen Moritzen        | Danimarca         | 72,85       | 182,5  | 87,5              | 92,5              | 92,5              | 95,0    | 100,0   | -       | -       | -       | -       |